# Yola d'Avril

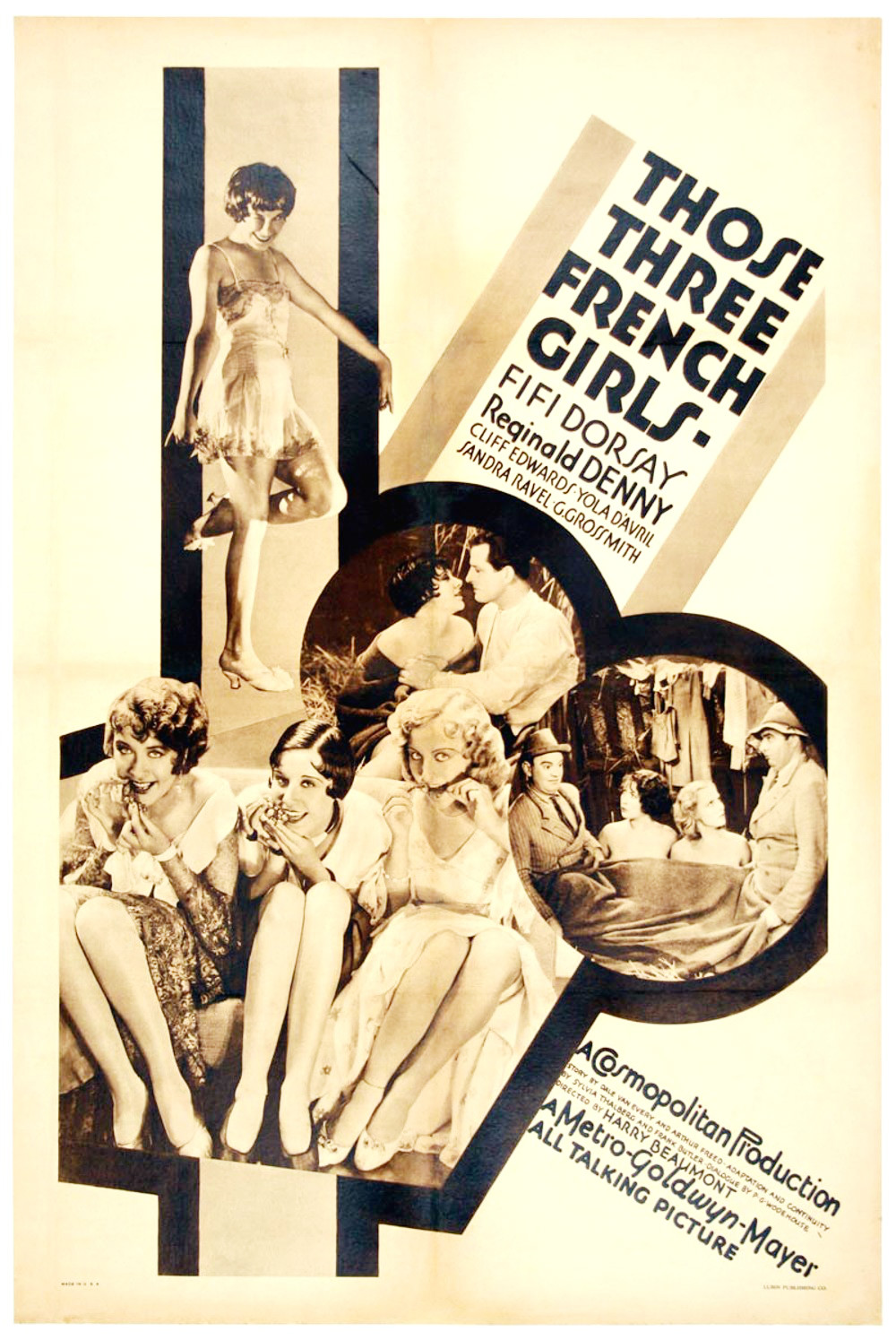
Póster de Those Three French Girls (1930), con Yola d'Avril, Fifi D'Orsay y Sandra Ravel (de izq. a der.)

Yola d'Avril (8 de abril de 1907 – 2 de marzo de 1984) fue una actriz cinematográfica de origen francés, cuya carrera se desarrolló en los Estados Unidos entre los años 1925 y 1953. 

## Biografía
Nacida en Lille, Francia, su nombre completo era Yola d'Avril Montiague.
Durante la Primera Guerra Mundial, su familia hubo de ir a vivir a París y, tras la muerte de su padre en 1923, ella emigró a Los Ángeles, California.
Una de sus películas más conocidas fue la cinta de aventuras de Metro-Goldwyn-Mayer Tarzán y su compañera, en la cual interpretaba a la hija de Monsieur Feronde, al que daba vida el actor italiano Paul Porcasi. Su última cinta fue Little Boy Lost, de George Seaton (con Bing Crosby y Claude Dauphin), estrenada en 1953.
Yola d'Avril falleció en Port Hueneme, California, en 1984.

## Selección de su filmografía
- 1925: Yes, Yes, Babette, de Earle Rodney.
- 1926: Fresh Faces, de Harold Beaudine.
- 1927: The War Horse, de Lambert Hillyer.
- 1927: The American Beauty, de Richard Wallace.
- 1927: The Tender Hour, de George Fitzmaurice.
- 1927: The Valley of the Giants, de Charles Brabin.
- 1927: Smile, Brother, Smile, de John Francis Dillon.
- 1927: Orchids and Ermine, de Alfred Santell.
- 1928: Vamping Venus, de Edward F. Cline
- 1928: Three-Ring Marriage, de Marshall Neilan.
- 1928: The Noose, de John Francis Dillon.
- 1928: Lady Be Good de Richard Wallace.
- 1929: Shanghai Lady, de John S. Robertson
- 1929: Hot for Paris, de Raoul Walsh.
- 1929: El desfile del amor, de Ernst Lubitsch.
- 1929: She Goes to War, de Henry King.
- 1930: Just Like Heaven, de Roy William Neill.
- 1930: Hog Wild, de James Parrott.
- 1930: Those Three French Girls, de Harry Beaumont.
- 1930: Sin novedad en el frente, de Lewis Milestone.
- 1930: The Bad One, de George Fitzmaurice.
- 1930: Born Reckless, de John Ford y Andrew Bennison.
- 1931: The Right of Way, de Frank Lloyd.
- 1931: Women Go on Forever, de Walter Lang.
- 1931: Just a Gigolo, de Jack Conway.
- 1931: Svengali, de Archie Mayo.
- 1931: God's Gift to Women, de Michael Curtiz.
- 1932: Sky Devils, de A. Edward Sutherland.
- 1932: The Man from Yesterday, de Berthold Viertel.
- 1932: A Passport to Hell, de Frank Lloyd.
- 1932: Strange Innertube, de Del Lord.
- 1932: A Parisian Romance, de Chester M. Franklin
- 1933: Diplomaniacs, de William A. Seiter
- 1934: Kansas City Princess, de William Keighley.
- 1934: Glamour, de William Wyler.
- 1934: Monte Carlo Nights, de William Nigh.
- 1934: Tarzán y su compañera, de Cedric Gibbons y Jack Conway.
- 1935: El capitán Blood, de Michael Curtiz.
- 1937: I Met Him in Paris, de Wesley Ruggles.
- 1939: Lo que el viento se llevó, de Victor Fleming, George Cukor y Sam Wood.
- 1940: Green Hell, de James Whale.
- 1942: The Lady Has Plans, de Sidney Lanfield.
- 1942: Night in New Orleans, de William Clemens.
- 1942: La extraña pasajera (Now, Voyager), de Irving Rapper.
- 1946: Monsieur Beaucaire, de George Marshall.
- 1946: Cloak and Dagger, de Fritz Lang.
- 1948: Sorry, Wrong Number, de Anatole Litvak.
- 1952: Red Ball Express, de Budd Boetticher.
- 1953: Little Boy Lost, de George Seaton.

## Galería fotográfica

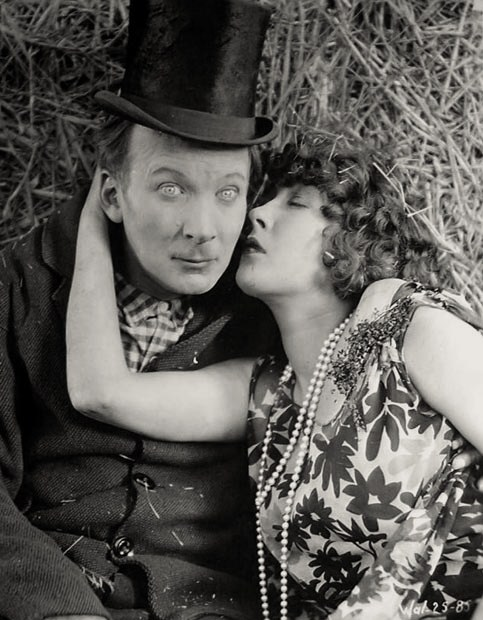
Con El Brendel en Hot for Paris (1929)
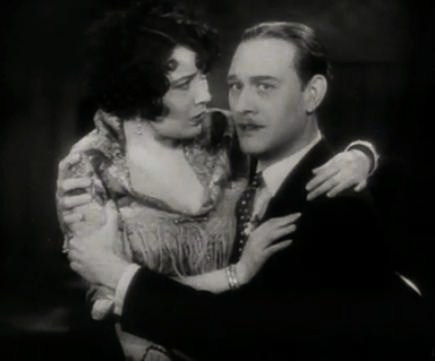
Con Conrad Nagel en The Right of Way (1931)
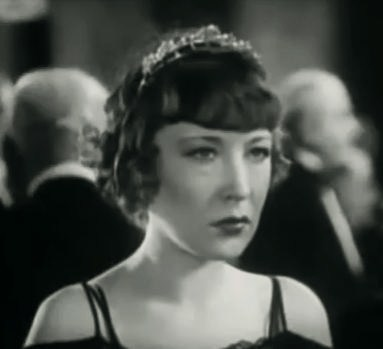
En Monte Carlo Nights (1934)